# Stefano Benni

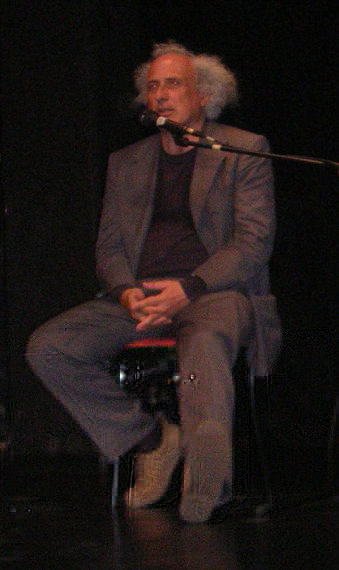
Stefano Benni

Stefano Benni född 12 augusti 1947 i Bologna, är en italiensk författare och journalist.
Benni räknas som en av Italiens främsta romanförfattare, med böcker utmärks av en blandning av samhällssatir och magisk realism. Han har också skrivit flera volymer med essäer, poesi och novellsamlingar. Han bor i Bologna.